# Eriolobus trilobatus
Eriolobus trilobatus là loài thực vật có hoa trong họ Hoa hồng. Loài này được (Labill. ex Poir.) M. Roem. mô tả khoa học đầu tiên năm 1847.